# Hans Roggenkamp
Hans Roggenkamp (* 1910 in Hamburg; † 21. November 1986 in Hannover) war ein deutscher Bauhistoriker und Denkmalpfleger.

## Ausbildung und Wirken
Hans Roggenkamp studierte Architektur an der TH Hannover und legte dort 1937 sein Diplom ab. 1938 trat er in den Dienst der Denkmalpflege, zunächst in der Inventarisierung der Bau- und Kunstdenkmäler in Hannover beim damaligen Provinzialkonservator Hermann Deckert. Nach Kriegsdienst und schwerer Verwundung im Zweiten Weltkrieg setzte Roggenkamp seine baugeschichtlichen Studien fort, wobei er die 1945 kriegszerstörte Michaeliskirche in Hildesheim auf Fragen zum mittelalterlichen Bauentwurf hin untersuchte, mit deren Ergebnissen er 1946 an der TH Hannover zum Dr.-Ing. promovierte. Auszüge davon veröffentlichte er 1954 zusammen mit dem Kunsthistoriker Hartwig Beseler in einer Monografie über die Michaeliskirche. Roggenkamps Arbeit war eine wichtige Grundlage für die 1947 begonnene, seinerzeit „vorbildliche Wiederherstellung dieses epochemachenden ottonischen Sakralbaus“, der schließlich in seiner purifizierten Gestalt sogar 1985 in die UNESCO-Welterbeliste eingetragen wurde.
1961 wurde Roggenkamp Bezirkskonservator für das Gebiet des Verwaltungsbezirks Braunschweig und leitete in Braunschweig die Außenstelle des niedersächsischen Landeskonservators. Seine dort hinterlassenen Aktenvermerke und Gesprächsprotokolle sollen ihn als „einen vorsichtig taktierenden, aber keineswegs immer bequemen Gesprächspartner“ dokumentieren.
Dann wurden sämtliche Außenstellen des Landeskonservators dem Niedersächsischen Landesverwaltungsamt zugeordnet, dessen gesamte Dezernatsleitung für Denkmalpflege 1964 Roggenkamp übertragen bekam, womit er den Titel Landeskonservator erhielt.
In seiner 11-jährigen Amtszeit als niedersächsischer Landeskonservator konnte Roggenkamp nach dem Weltkrieg erstmals wieder Planstellen für die Erfassung der Bau- und Kunstdenkmäler schaffen, was zuvor nur im Werkvertragsverhältnis wahrgenommen wurde. Im offiziellen Nachruf (den sein Nachfolger verfasste) heißt es zu seiner Dienstzeit als Landeskonservator: „Wenn ihm auch keine spektakulären Erfolge gelangen, so konnte er doch durch viele kleine Schritte der Denkmalpflege Boden gewinnen.“ In dieser Zeit stellte er seine baugeschichtlichen Forschungen und Veröffentlichungen ein. Er musste die Baudenkmäler verwalten, die er nunmehr auch statistisch zu fassen versuchte: 1970 schätzte Roggenkamp den Bestand der Baudenkmale in Niedersachsen auf 20.000 Objekte, wobei er sich freilich mangels eines noch fehlenden Denkmalverzeichnisses auf Hochrechnungen stützen musste und übrigens damals unterschied nach Baudenkmalen der „niedersächsischen Spitzengruppe“ (2.000 Objekte), „historischen Bauten regionaler Prägnanz“ (6.000 Objekte) und Baudenkmalen „von lokaler Bedeutsamkeit“ (12.000 Objekte).
Im Zuge der Neuorganisation der niedersächsischen Denkmalpflege von 1973 wurde Roggenkamp als Fachreferent für Denkmalpflege in die vorgesetzte Behörde des Niedersächsischen Kultusministeriums (seit 1974 in geänderter Zuständigkeit: Ministerium für Wissenschaft und Kultur) berufen. Roggenkamps Nachfolger als Landeskonservator wurde 1974 Hans-Herbert Möller. Roggenkamp hoffte in seiner neuen Position „ein Auseinanderdriften der fachlichen Arbeit verhindern zu können“, was ihm jedoch verwehrt blieb, weil die Zersplitterung in verschiedenen Zuständigkeiten und Arbeitsebenen im Bundesland Niedersachsen bis zum Inkrafttreten des ersten landesweiten Denkmalschutzgesetzes 1979 bestehen blieb.
Nach Vollendung des 65. Lebensjahres trat Roggenkamp am 31. Oktober 1975 in den Ruhestand. Anschließend wieder beginnende baugeschichtliche Forschungsarbeiten, beispielsweise über den St. Galler Klosterplan, blieben unveröffentlicht.

## Sonstiges
Der Niedersächsische Landeskonservator war ehemals satzungsgemäß Vorsitzender der Vereinigung zur Erhaltung von Wind- und Wassermühlen in Niedersachsen; in dieser Eigenschaft leitete Hans Roggenkamp den Verein ab 1963 noch über seine Pensionierung hinaus bis 1976.

## Schriften
- Die ehemalige Michaeliskirche zu Hildesheim in Maß und Zahl. Studie über eine frühmittelalterliche Entwurfsarbeit. Diss. Ing. TH Hannover 1946. (Maschinenschrift[8])
- (mit Hermann Deckert) Das alte Hannover (Deutsche Lande Deutsche Kunst). Deutscher Kunstverlag, München und Berlin 1952.
- (mit Hartwig Beseler) Die Michaeliskirche in Hildesheim. Gebrüder Mann Verlag, Berlin 1954. -  Unveränderter Nachdruck: Evang.-Luther. Michaelisgemeinde, Hildesheim 1979. (Kurzfassung des Beitrags von Roggenkamp in: Berichte zur Denkmalpflege in Niedersachsen, Jg. 6, 1986, Heft 1, S. 35–36.)
- Das ehemalige Zisterzienserkloster zu Riddagshausen (= Große Baudenkmäler, H. 170). Deutscher Kunstverlag, München und Berlin 1962.
- Der Denkmalbestand Niedersachsens. In: Niedersächsische Denkmalpflege, Bd. 6, 1965–1969, August Lax Verlagsbuchhandlung, Hildesheim 1970, S. 7–13.